# Torla-Ordesa
Torla-Ordesa és un municipi aragonès situat a la província d'Osca (a 95 quilòmetres de la capital), enquadrat a les serres interiors del Pirineu, a 1.032 metres d'altitud. Pertany a la comarca del Sobrarb i està al costat del curs alt del riu Ara. El municipi forma part de la zona del port d'Otal-Cotefablo, Lloc d'Importància Comunitària.
L'any 1998 hi havia 330 habitants. A poc a poc va perdent població. Actualment no n'aplega als 300.
A la plaça Major hi ha una casa que data del segle xiii.

## Entitats de població
- Torla, cap municipal.
- Llinàs de Broto. Llogaret situat a 1.232 metres d'altitud. La seua població era de 72 habitants l'any 1991.[2]
- Fragen. Petit nucli de població,[3] format per dotze cases.[4]
- Viu de Llinàs. El llogaret està situat al voltant de l'església, del segle xviii, de nau rectangular.[5]

## Romànic a les proximitats de Torla
A la vall de Bujaruelo està l'ermita de Sant Nicolau, junt al pont de Bujaruelo del segle XIII. Aquest temple és el primer que trobaven els pelegrins després de creuar el port de Bujaruelo o Gavarnie (dalt del circ de Gavarnie) des de França.
A Viu de Llinàs hi ha un crismó trinitari, segurament de principis del segle xiii.
A l'església romànica de Sant Martí de Fragen, amb absis a l'est, durant el segle xvii s'hi van afegir les capelles laterals.

## Imatges de Torla

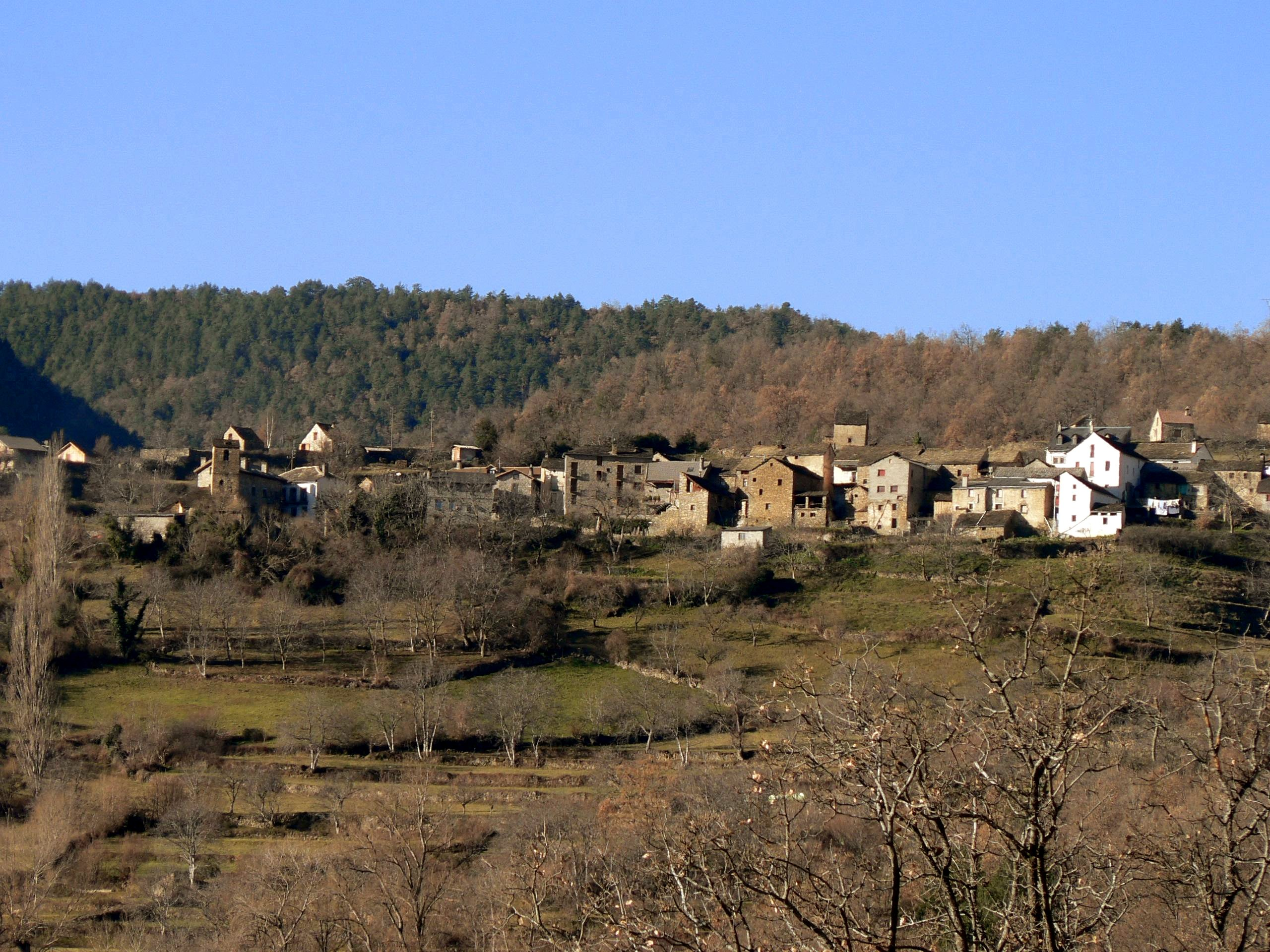
Fragen
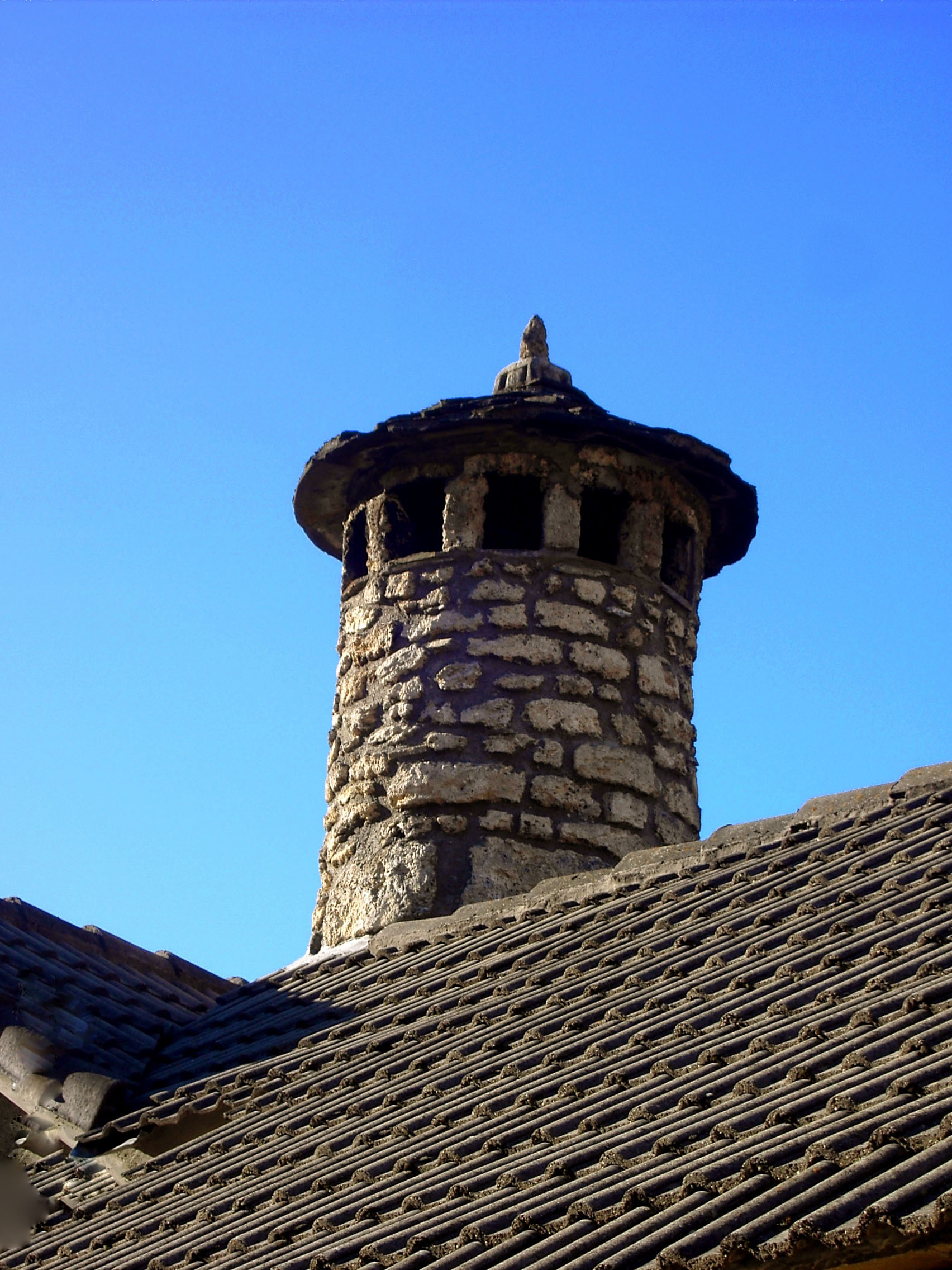
Curull
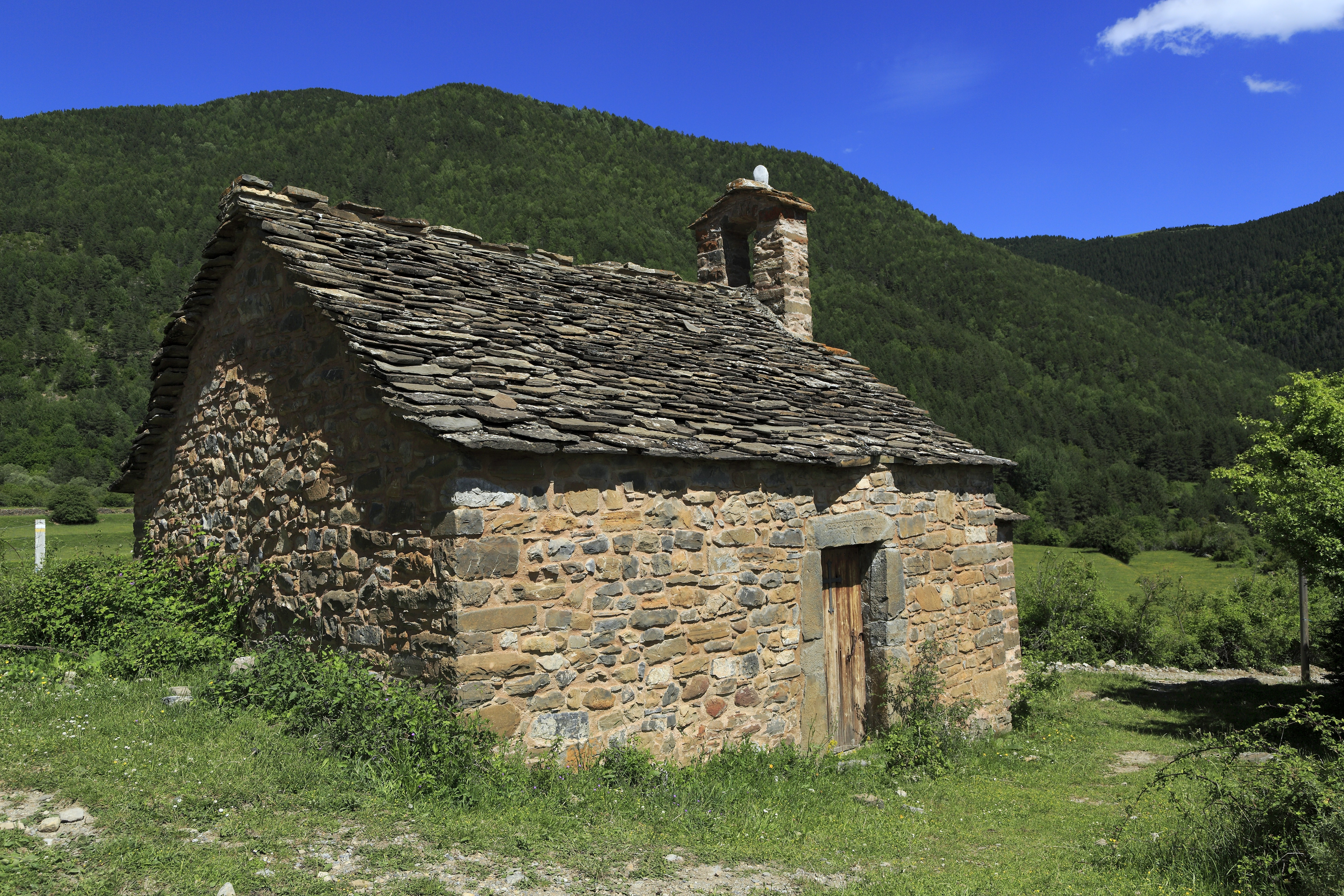
Ermita de Santa Ana
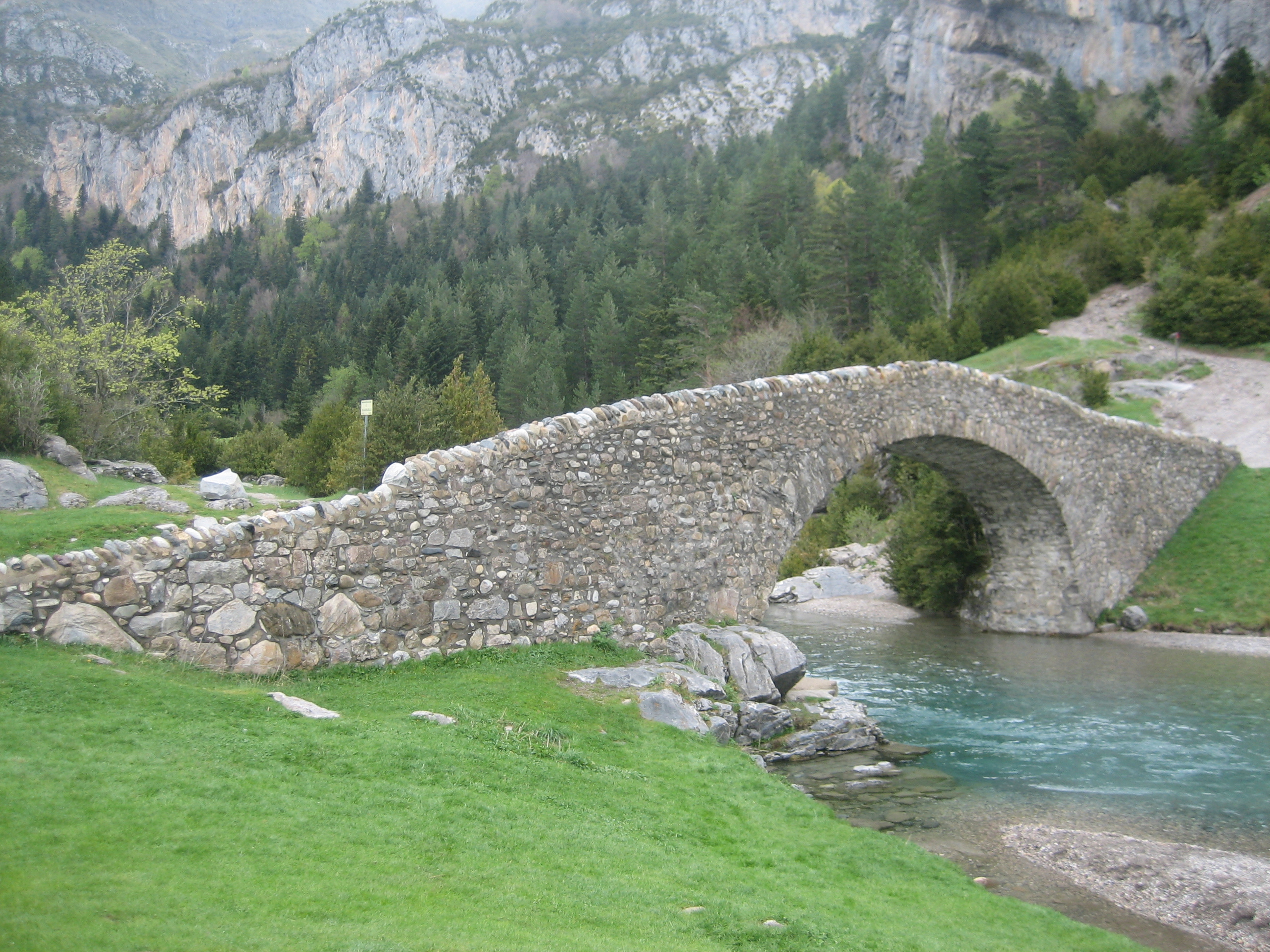
Pont de Bujaruelo del segle XIII
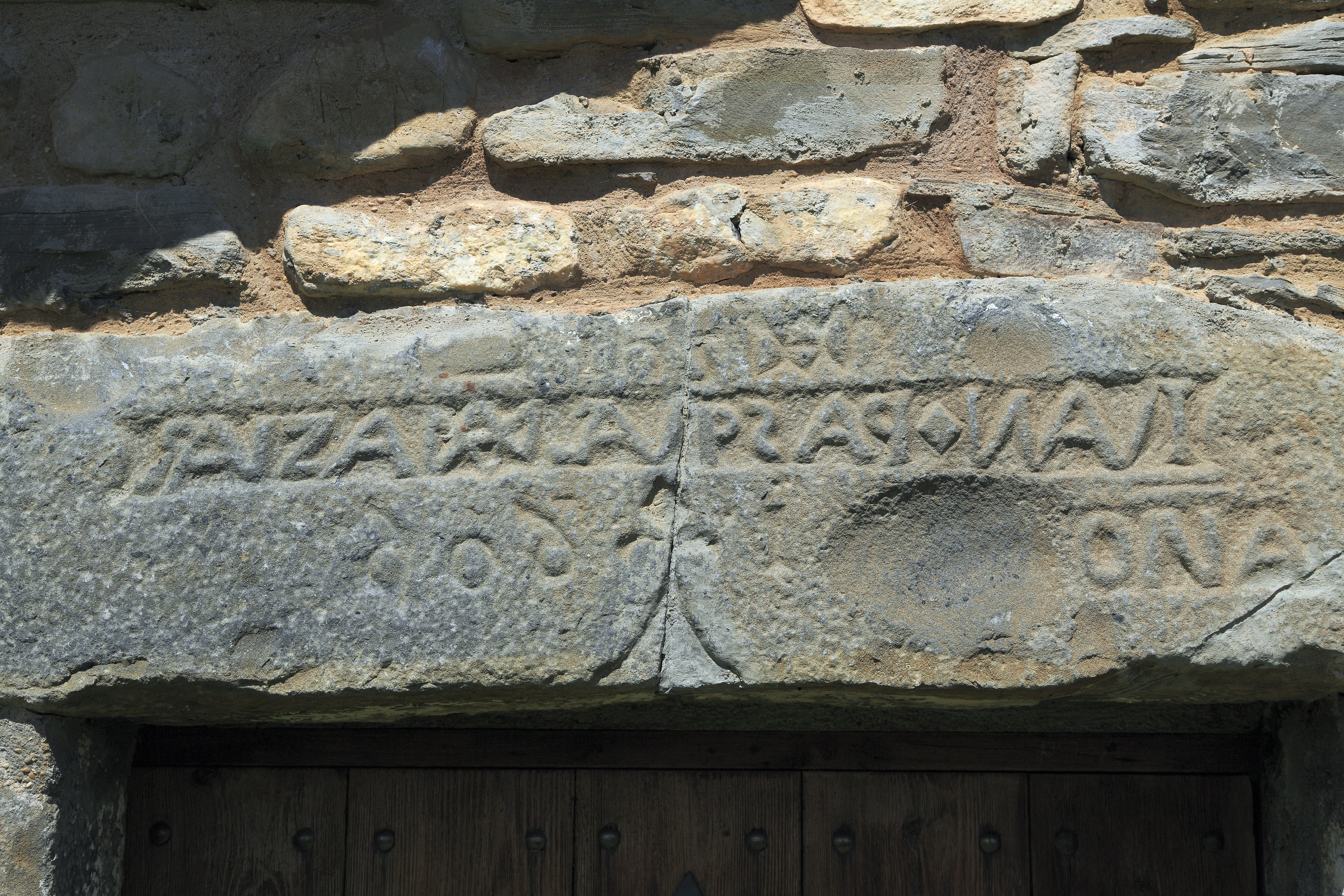
Ermita de Santa Ana
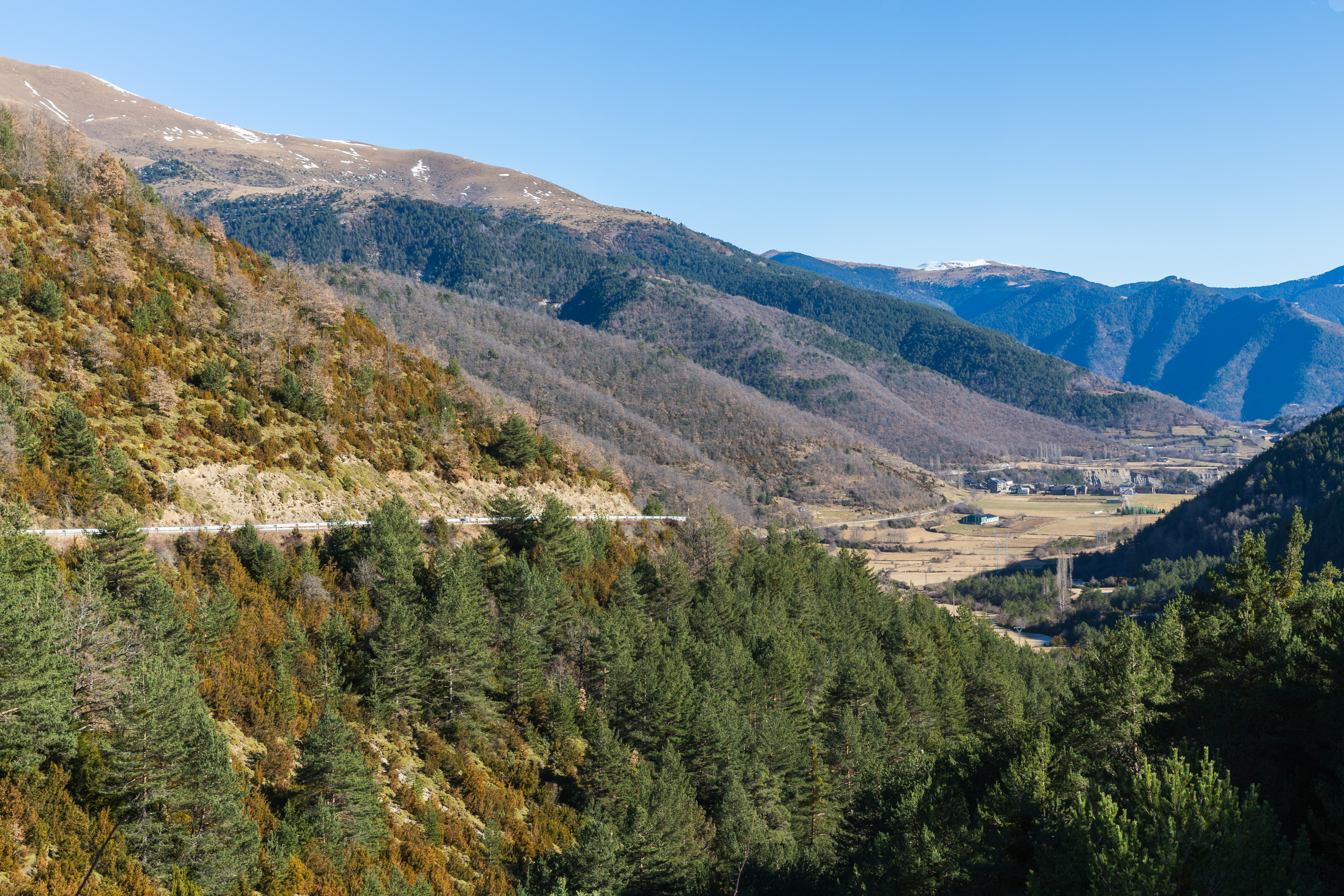
Llinàs de Broto